# لوئیس آوالوس
لوئیس آوالوس (انگلیسی: Luis Ávalos؛ ۲ سپتامبر ۱۹۴۶ – ۲۲ ژانویهٔ ۲۰۱۴) یک هنرپیشه اهل کوبا بود.
ز فیلم‌ها یا برنامه‌های تلویزیونی که وی در آن نقش داشته است می‌توان به رینگر، عشق حقیر، شور درونی و زن قصاب اشاره کرد.